# Hornera australis
Hornera australis is een mosdiertjessoort uit de familie van de Horneridae. De wetenschappelijke naam van de soort is voor het eerst geldig gepubliceerd in 1869 door Kirchenpauer.